# Acalypha longipes
Acalypha longipes é uma espécie de flor do gênero Acalypha, pertencente à família Euphorbiaceae.